# Maxence Van der Meersch

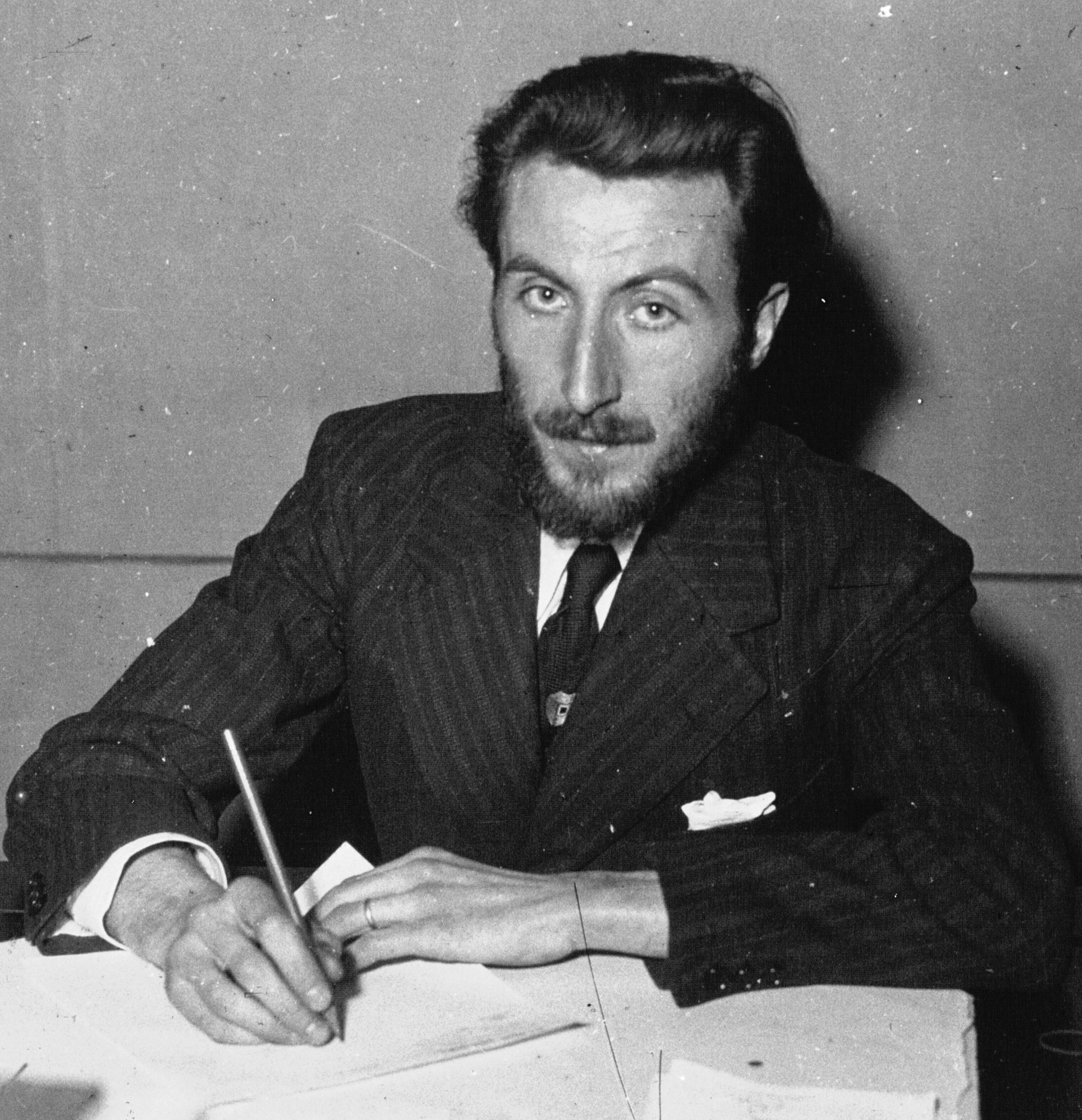
Maxence Van der Meersch (1936)

Maxence Van der Meersch (* 4. Mai 1907 in Roubaix, Département Nord; † 14. Januar 1951 in Le Touquet, Département Pas-de-Calais) war ein französischer Schriftsteller.

## Leben
Maxence Van der Meersch studierte Rechtswissenschaft und erwarb 1934 das Anwaltspatent. 1927 lernte er die junge Arbeiterin Thérèze Denis kennen, mit der er in Wasquehal zusammen lebte. 1929 wurde die Tochter Sarah geboren.

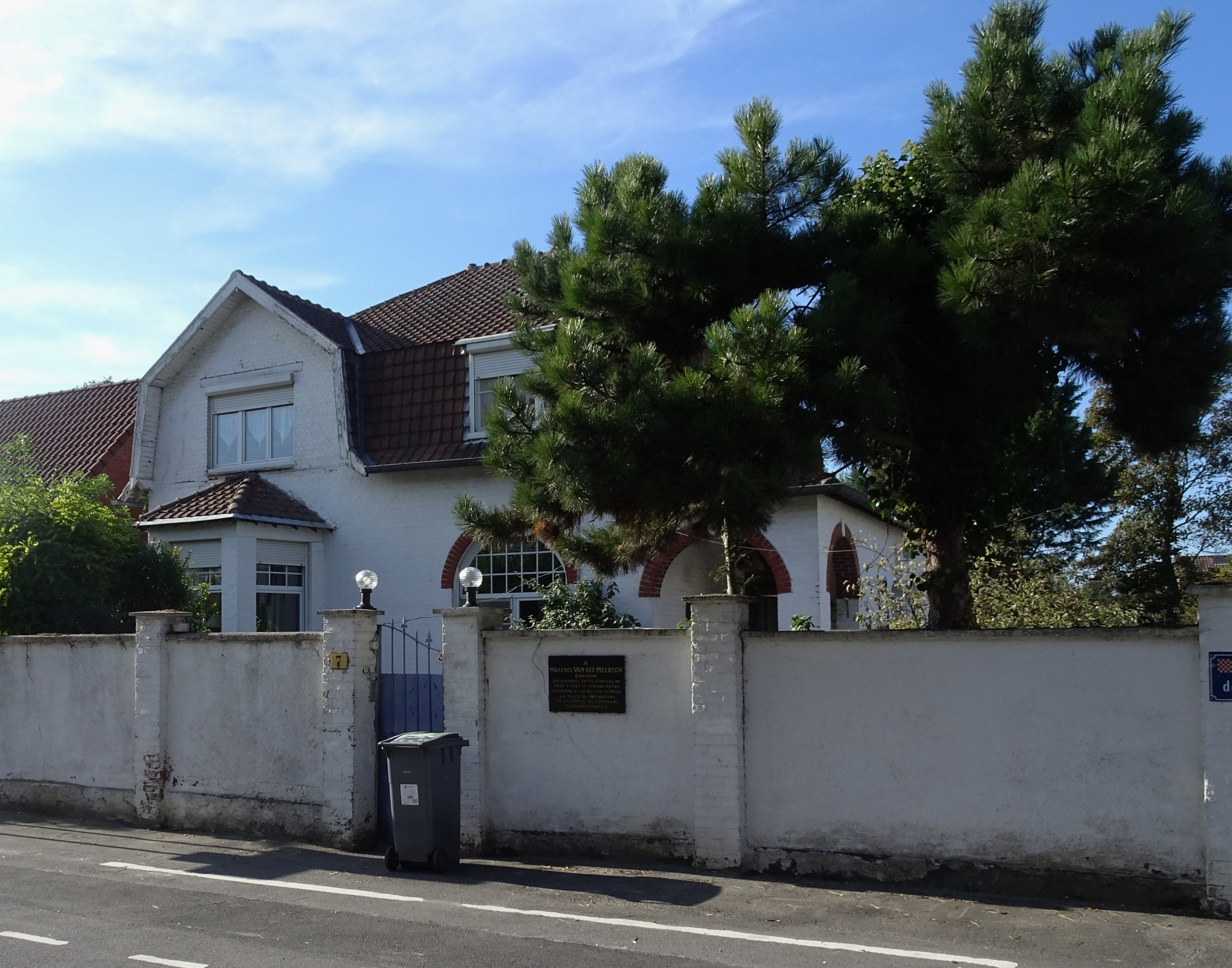
Wasquehal 7 quai des Alliés Haus von Maxence Van der Meersch

Sein erstes Buch, La Maison dans la Dune, erschien 1932. In den 18 Jahren seines Schaffens erschienen 17 Bücher und zahlreiche Zeitungsartikel. Im Jahr 1937 erhielt er den Prix Goncourt für „L'Empreinte de Dieux“. Nach Kriegsende erfolgte der Umzug nach Le Touquet.
Maxence Van der Meersch litt an Tuberkulose. Er ließ sich jedoch nicht nach den Methoden der traditionellen Medizin behandeln, die er als mechanistisch ablehnte. Er war strenger Vegetarier.
Die Orte Roubaix und Le Touquet liegen beide in der ehemaligen Region Nord-Pas-de-Calais, der nördlichsten Region Frankreichs. Sie umfasste die Départements Nord und Pas-de-Calais und liegt mit ihrer Hauptstadt Lille an der belgischen Grenze. Dieser Region, die Französisch-Flandern einschließt, war Maxence Van der Meersch zeitlebens verbunden und sie bildet den Hintergrund der meisten seiner Werke.

## Rezeption
Van der Meersch war in der Zeit zwischen den Weltkriegen ein außerordentlich populärer Schriftsteller, der heute beinahe ganz in Vergessenheit geraten ist. Obwohl bis heute immer wieder einzelne Titel neu aufgelegt wurden, kam eine Gesamtausgabe bzw. eine Sammlung seiner Werke bis heute nicht zustande.

### Leib und Seele
Wie jedes große Kunstwerk kann man diesen Roman aus verschiedensten Perspektiven lesen: als Entwicklungsroman, als Liebesroman, als drastische Kritik am traditionellen Medizinbetrieb, als Plädoyer für natürliche Heilungsmethoden, als Gegenüberstellung einer rein materiellen und einer humanen Haltung zum Menschen. Dieser Roman – sein Hauptwerk – wurde in 13 Sprachen übersetzt.
Michel ist in Angers Sohn des Mediziners Doutreval und studiert selbstverständlich auch Medizin. Aufgrund der Stellung seines Vaters an der Universitätsklinik erwartet ihn eine gute Karriere, selbst eine Heirat mit der Tochter eines anderen „Großen“ der medizinischen Fakultät ist schon vorgesehen. Der ganze Fakultätsbetrieb mit seinen Intrigen und Machtkämpfen wird lebendig dargestellt. Doch da lernt er im Spital eine junge Arbeiterin kennen, in die er sich verliebt. In einer heftigen Auseinandersetzung mit seinem Vater reißt er sich schließlich von seinem vorgeplanten Leben los, um sich mit seiner künftigen Frau in einer Kleinstadt als gewöhnlicher Arzt niederzulassen. Hier muss er sich in einem ganz anderen sozialen Milieu als in seiner Heimatstadt in bescheidenen Lebensumständen durchkämpfen. Er macht das, was er in seinem Herzen für richtig erkannt hat – das ist eines der Grundthemen des Buches. Dabei lernt er mit natürlichen Heilmethoden zu arbeiten, im Gegensatz zu den teils krass gewaltsamen, aber sicher nicht unrealistisch geschilderten Methoden der herkömmlichen Medizin.

## Werke (Auswahl)
- La Maison dans la Dune. Albin Michel, Paris 1996, ISBN 2-226-08755-9 (EA Paris 1932). 
  - deutsche Übersetzung: Die dunklen Wege. Roman. Kiepenheuer & Witsch, Köln 1952 (früherer Titel: Das Haus in den Dünen, 1948).[1]
- La Fille pauvre. Albin Michel, Paris 1934 (Inhalt: La pêche du monde, La cœur pur und La compagne).
  - deutsche Übersetzung: Das Mädchen Denise. Lübbe Verlag, Bergisch Gladbach 1983, ISBN 3-404-10315-7 (früherer Titel: Das reine Herz, 1959).
- La petite Sainte Thérèse. Moulin de Pen-Mur 1953.
  - deutsche Übersetzung: Die kleine Heilige. Kiepenheuer & Witsch, Köln 1954.
- Quand les sirènes se taisent. Roman. Albin Michel, Paris 1990, ISBN 2-226-03992-9 (EA Paris 1933)[2]
- Femmes à l'encan. Un esclavagisme patenté. Éditions Michel, Paris 1945.
- Les jeunes travailleurs en face du mariage. Éditions Jocistes, Brüssel 1938.
- Corps et âmes. Éditions Michel, Paris 1959 (EA Paris 1943)

1. Enchaîné à toi-même ...
2. Qu'un amour t'emporte!.

- deutsche Übersetzung: Leib und Seele. Kiepenheuer & Witsch, Köln 1970.

- Pourquoi j'ai écrit „Corps et âmes“. Éditions Michel, Paris 1956.
- Le péché du monde. 
  - deutsche Übersetzung: Die Sünde der Welt. Roman. Krüger Verlag, Berlin 1948.
- Pêcheurs d'hommes. 1940.
  - deutsche Übersetzung: Menschenfischer. Herder, Freiburg/B. 1949 (EA Freiburg/B. 1941).[3]
- L'Empreinte de Dieu. 1936. 
  - deutsche Übersetzung: Sein Vermächtnis. Roman. Krüger Verlag, Hamburg 1946.
- Vie du curé d'Ars. Albin Michel, Paris 1942.[4]
- L'elu. Roman. Éditions Michel, Paris 1937.
  - deutsche Übersetzung: Drama um Direktor Bramberger. Roman einer Berufung. Schweizer Volks-Buchgemeinde, Luzern 1949.
- Car ils ne savent ce qu'ils font ... Roman. Éditions Michel, Paris 1933.
- Invasion 14. Roman. Éditions Michel, Paris 1952.

## Adaptionen
- Pierre Billon (Regie): La maison dans la dune. 1934 (nach dem gleichnamigen Roman)
  - Remake: Georges Lampin (Regie): Schmuggler am Werk. 1952.
  - Remake: Michel Mees (Regie): La maison dans la dune. 1988.
- Léonide Moguy (Regie): Irrlichter der Grenze. 1940 (nach dem Roman L'empreinte du Dieu)
- Curtis Bernhardt (Regie): Frauen um Dr. Corday. 1949 (The Doctor and the Girl; frei nach dem Roman Corps et Âme)